# Националистически републикански алианс
Националистически републикански алианс (на испански: Alianza Republicana Nacionalista, ARENA) е дясна консервативна политическа партия в Салвадор.
Партията е основана през 1981 година, за да се противопостави на лявото правителство и комунистическите партизани от Фронта за национално освобождение „Фарабундо Марти“. Представители на партията са начело на държавата от 1989 до 2009 година.
През март 2012 година Националистическият републикански алианс е на първо място на парламентарните избори, получавайки 40% от гласовете и 33 места в Законодателното събрание.